# Котън
Котън (на английски: Koton) е американско полицейско куче, порода немска овчарка, от Канзас Сити, Мисури. 2 години е тренирано от офицер Патерсън, а до смъртта си помага за 24 ареста.

## Биография
Котън става известен с ролята си на Джери Лий в К-9 (1989).
През 1991 г. Котън е убит при полицейска акция, докато разследва убийството на полицай. Само 10 дни преди смъртта си открива 10 кг кокаин на стойност над 1,2 млн. долара. Умира на 18 ноември 1991 г.
Той е прострелян от персонажа на Кевин Тай във филма „К-9“. Майкъл Дули (главният герой, изигран от Джеймс Белуши) мисли партньора си за мъртъв, но кучето се възстановява.